# Stéphane de La Nicollière-Teijeiro
Pour les articles homonymes, voir Praud, Nicolière et Teijeiro.
Joseph Étienne Praud de La Nicollière, connu sous le nom de Stéphane de La Nicollière-Teijeiro, est un archiviste né à Nantes le 25 mars 1824 où il est mort le 17 juin 1900.

## Biographie
Joseph Étienne Praud de La Nicollière est le fils de Pierre Jean Praud de La Nicollière, officier de marine, commandant d'un navire corsaire du port de Nantes, et de Marie Thérèse Magdeleine Briau. Il épouse Raymonde Marie Cyrille Teijero.
Archiviste et historiographe de la ville de Nantes, il préside la Société archéologique et historique de Nantes et de Loire-Atlantique de 1893 à 1895.

## Publications
- Les armoiries de la ville de Nantes [suivi de] : le petit déjeuner de Messieurs du Parlement de Bretagne par S. Ropartz / [S.l.] : la Revue de Bretagne , 1870
- Essai historique et archéologique sur la paroisse de Mazerolles, arrondissement de Montmorillon, département de la Vienne [Texte imprimé] : une paroisse poitevine / par Stéphane de la Nicollière / Nantes : impr. V. Forest et E. Grimaud , 1866
- Le prieuré des Couëts en 1554 [Texte imprimé] : déclaration des terres, rentes et revenus de cette communauté, suivie de l'état des dépenses nécessaires à son entretien / S.de la Nicollière / Nantes : Vincent Forest & Emile Grimaud , 1868
- Les armoiries de la ville de Nantes [Texte imprimé] / A.Perthuis et S.de la Nicollière / Nantes : V.Forest et E.Grimaud , 1870
- Le livre doré de l'Hotel de Ville de Nantes avec les armoiries et les jetons des maires [Texte imprimé] / par Alexandre Perthuis, etc. et S. de la Nicollière-Teijeiro, etc. / Nantes : J. Grinsard , 1873
- Un registre illisible [Texte imprimé] : notes sur Noirmoutier, 1577-1589 / Gabriel Hocart / Nantes : impr. V. Forest et E. Grimaud , 1873
- Les Clefs de la ville de Nantes depuis XVè siècle / Stéphane de La Nicollière-Teijeiro / Nantes : Champion , 1878-1883
- Un Chapitre de l'histoire des évêques de Nantes, suivi de documents inédits / par S. de La Nicollière-Teijeiro / Nantes : impr. de V. Forest et É. Grimaud , 1885
- Essai de bibliographie sommaire nantaise... / Paris : H. Champion , 1886
- Bibliographie nantaise / S. de La Nicollière-Teijeiro / Paris : H. Champion , 1886
- Inventaire sommaire des archives communales antérieures à 1792 / rédigé par S. de La Nicollière-Teijeiro, etc. Ville de Nantes / Nantes : impr. de G. Schwob et fils , 1888-1899
- Marine française. Jacques Cassard, capitaine de vaisseau 1679-1740, étude historique et biographique d'après les documents inédits des archives du ministère de la Marine, des Archives nationales et autres dépôts / par S. de La Nicollière-Teijeiro / Vannes : E. Lafolye , 1890
- Deux erreurs de l'Abbé Travers [Texte imprimé] : historien des évêques de Nantes / S. de La Nicollière-Teijeiro / Vannes : impr. Lafolye , 1891
- Hervé Rielle, maître pilote / S. de La Nicolliere-Teijeiro / Vannes : Lafolye , 1891
- La course et les corsaires du port de Nantes [Texte imprimé] : armements, combats, prises, pirateries, etc. / par S. de La Nicollière-Teijeiro, etc. / Paris : H. Champion , 1896
- Les Saintes-Claires, derniers jours d'un monastère à Nantes / par S. de La Nicollière-Teijeiro / Vannes : impr. de Lafolye , 1898
- Hervé Rielle, le pilote du Croisic [Texte imprimé] / Stéphane de La Nicollière-Teijeiro / Vannes : impr. de Lafolye , 1900
- La course et les corsaires du port de Nantes / S. de La Nicollière-Teijeiro / Marseille : Laffitte , 1978
- La marine bretonne aux XVe et XVIe siècles [Texte imprimé] : S. de La Nicollière-Teijeiro / Rennes : La découvrance , 1996

## Sources
- Christine Chapalain-Nougaret, Stéphane de la Nicollière-Teijeiro, archiviste historiographe de la ville de Nantes : 1824-1900 (1991)
- Émilien Maillard, Nantes et le département au XIXe siècle : littérateurs, savants, musiciens, & hommes distingués (1891)